# Бомбардировщики (альбом)
«Бомбардировщики» — пятый студийный альбом группы «Чиж & Co», записанный и выпущенный в 1997 году. Является сборником кавер-версий известных советских песен, бывших в репертуаре таких исполнителей, как Леонид Утёсов, Марк Бернес, Вадим Козин и других. Первые пять песен объединены тематикой Великой Отечественной войны.

## Список композиций
| №   | Название                   | Текст песни                          | Музыка                                  | Оригинальное исполнение      | Длительность |
| --- | -------------------------- | ------------------------------------ | --------------------------------------- | ---------------------------- | ------------ |
| 1.  | «Тучи над городом встали»  | Павел Арманд                         | Павел Арманд                            | Марк Бернес                  | 3:23         |
| 2.  | «Под звёздами Балканскими» | Михаил Исаковский                    | Михаил Блантер                          | Леонид Утёсов                | 3:50         |
| 3.  | «На поле танки грохотали»  | Вольт Суслов                         | Георгий Портнов                         | народная                     | 3:51         |
| 4.  | «Бомбардировщики»          | Самуил Болотин, Татьяна Сикорская    | Джимми Макхью, обр. Аркадия Островского | Леонид Утёсов                | 4:51         |
| 5.  | «Партизанская борода»      | Макс Лапиров                         | Леонид Бакалов                          | Леонид Утёсов                | 4:33         |
| 6.  | «Жёлтые листья»            | Наум Лабковский                      | Оскар Строк                             | Леонид Утёсов                | 4:31         |
| 7.  | «Летят перелётные птицы»   | Михаил Исаковский                    | Матвей Блантер                          | Владимир Бунчиков            | 4:50         |
| 8.  | «Ленинградские мосты»      | Виктор Драгунский, Людмила Давидович | Модест Табачников                       | Леонид Утёсов                | 4:42         |
| 9.  | «Жёлтый дождь»             | Онегин Гаджикасимов                  | Роман Гутценок                          | Олег Ухналёв                 | 5:44         |
| 10. | «Нейлоновое сердце»        | Игорь Шаферан                        | Ян Френкель                             | из фильма «Мужской разговор» | 3:57         |
| 11. | «Есть!»                    | Михаил Ножкин                        | Давид Тухманов                          | Вадим Мулерман               | 4:37         |
| 12. | «Наши любимые»             | Игорь Шаферан                        | Давид Тухманов                          | Песняры                      | 6:05         |
| 13. | «Осень»                    | Елизавета Белогорская, Вадим Козин   | Вадим Козин                             | Вадим Козин                  | 3:55         |

## Участники записи
- Сергей Чиграков — вокал, гитара, клавишные, аккордеон, перкуссия, чечётка
- Михаил Владимиров — гитара, бэк-вокал
- Алексей Романюк — бас-гитара, бэк-вокал
- Владимир Ханутин — ударные, бэк-вокал
- Евгений Баринов — аккордеон, клавишные, перкуссия, бэк-вокал
- Игорь Фёдоров — барабаны

приглашённые музыканты
- Марина и Татьяна Капуро — вокал (2-4, 11)
- Давид Голощёкин — труба (7, 9), саксофон (10, 13)
- Никита Зайцев — скрипка (2, 4, 6)
- Михаил Коловский — туба (1)
- Ансамбль «Джаз-комфорт» (8, 10)
- Струнный квинтет п/у Ю. Серебрякова (6)
- Юрий Морозов — звукорежиссёр